# Station Meldreth
Meldreth is een spoorwegstation van National Rail in Meldreth, South Cambridgeshire in Engeland. Het station is eigendom van Network Rail en wordt beheerd door Govia Thameslink Railway. Het station is geopend in 1851.